# 苏文 (汉朝)
苏文（？—前90年），汉武帝时的黄门宦官。多次向汉武帝控告太子刘据。太子的母亲皇后卫子夫很想杀了他，苏文后来和江充、韓說等人在太子东宫挖巫蛊木人，陷害太子诅咒汉武帝。太子大怒，杀死了江充，苏文逃出长安，到汉武帝所在的甘泉宫，说太子起兵谋反。汉武帝命令丞相捕杀太子。后来汉武帝悔悟，下令将江充夷滅三族，将苏文烧死在横桥之上。